# Con rồng
Con rồng (tiếng Nga: Дракон) là một vở hài kịch kinh dị của nhà văn Yevgeny Shvarts, ra đời năm 1942 - 1944, trong thời gian tác giả sơ tán về vùng Stalinabad.

## Nội dung

### Nhân vật
- Lantselot
- Rồng
- Sharleman
- Elza
- Burgomistr
- Genrikh

## Chuyển thể
- Giết rồng (phim truyền hình, 1988)